# 天壘城三
摩羯座47，又名BD-09 5833，HD 207005、SAO 145648、HR 8318，是摩羯座的一颗恒星，视星等为6，位于銀經46.14，銀緯-42.88，其B1900.0坐标为赤經21h 40m 56.2s，赤緯-9° -42.88′ 14″。